# Laval-sur-Tourbe

Laval-sur-Tourbe este o comună în departamentul Marne, Franța. În 2009 avea o populație de 56 de locuitori.